# Petit Le Mans
Le Petit Le Mans est une course d'endurance automobile réservée aux voitures de sport (Sport-prototypes) et de Grand Tourisme, disputée depuis 1998 sur le circuit de Road Atlanta à Braselton, en Géorgie aux États-Unis. C'est une course de 1 000 miles (1 600 km), à la durée maximale de dix heures, qui se dispute dans le championnat American Le Mans Series (ALMS) de 1999 à 2014. En 2014, la course intègre l'United SportsCar Championship.
Le pilote recordman de victoires est Rinaldo Capello, avec cinq succès.

## Palmarès

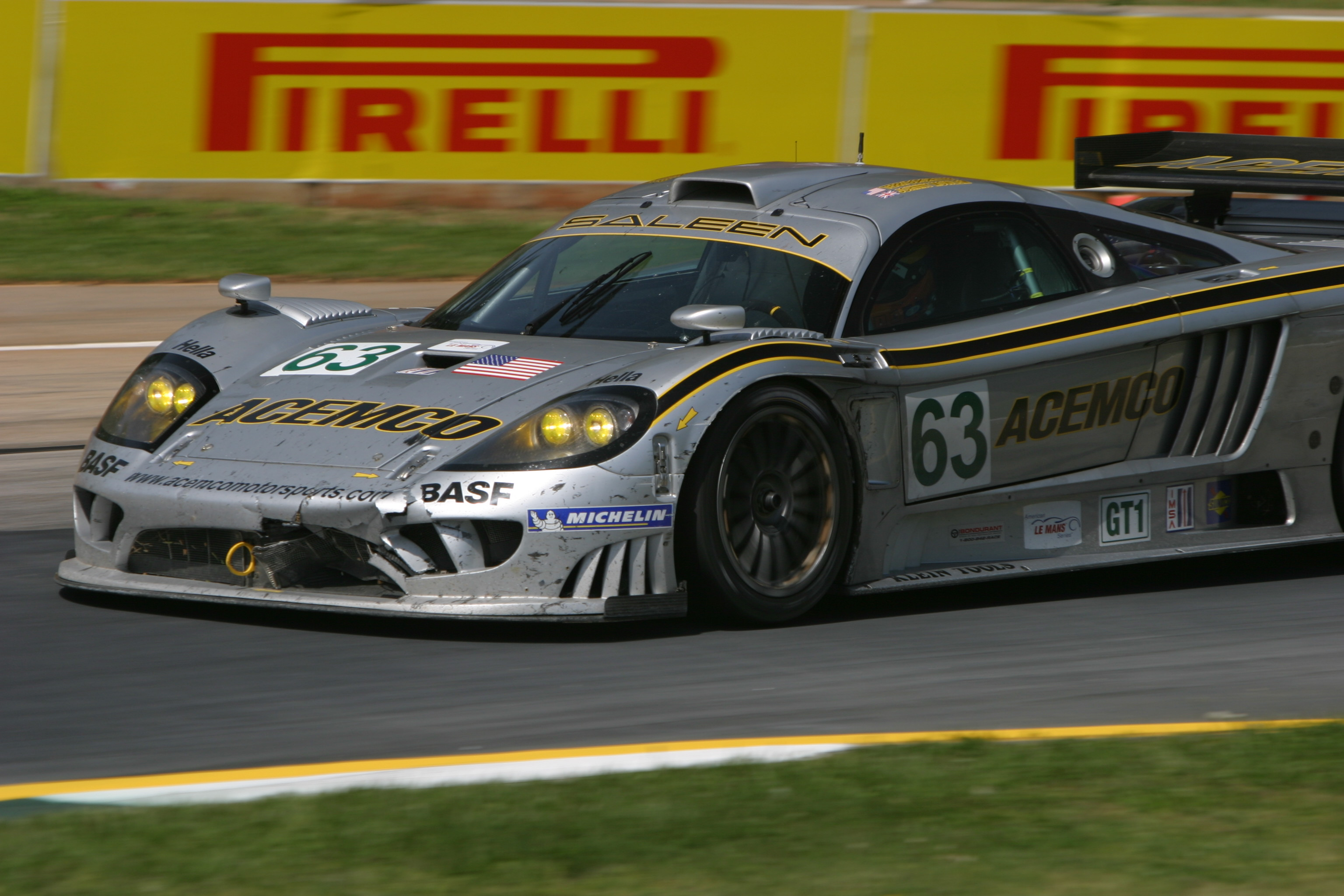
La Saleen S7-R de ACEMCO Motorsports en 2004.

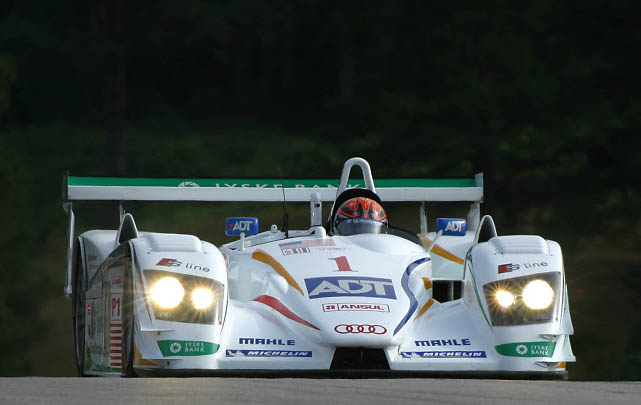
L'Audi R8 de ADT Champion Racing en 2005.

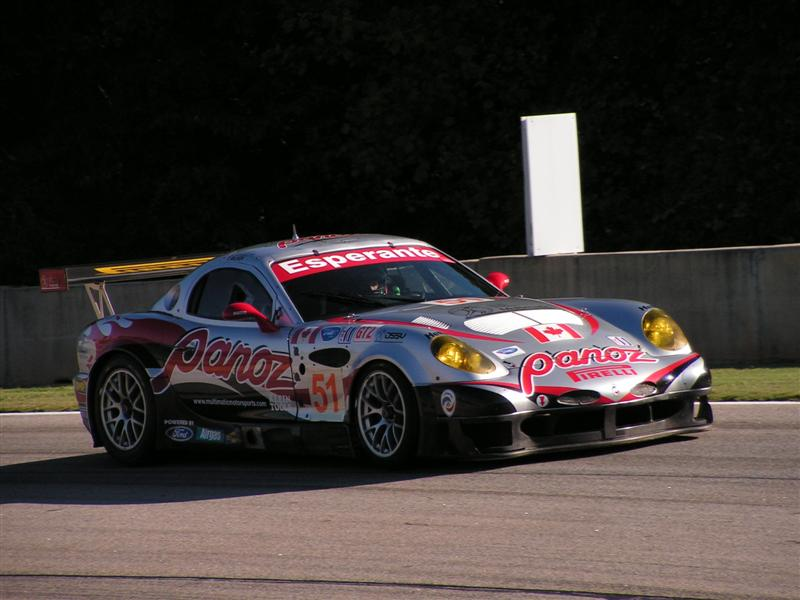
La Panoz Esperante GTLM de Multimatic Motorsport en 2006.

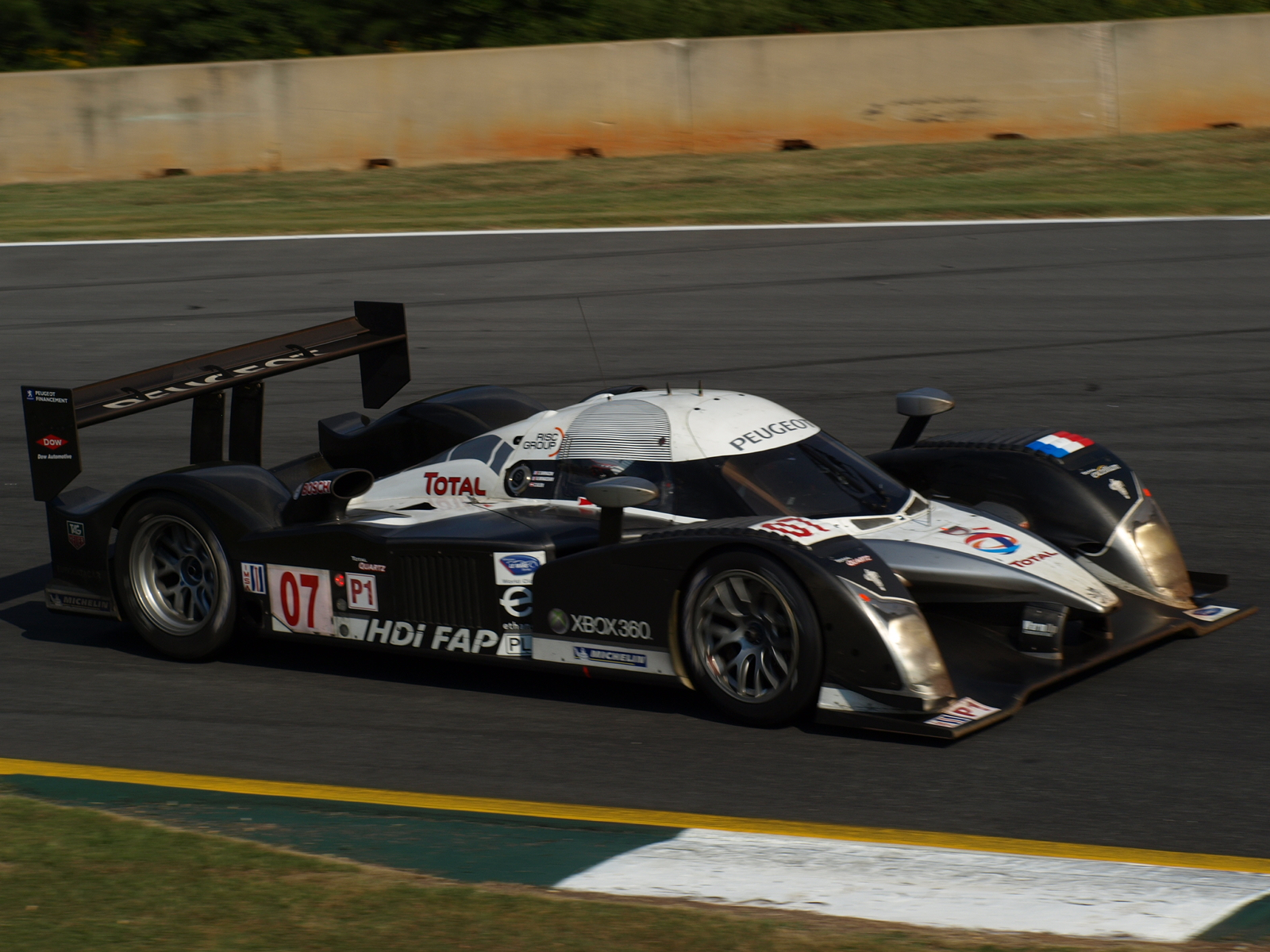
L'unique Peugeot 908 HDi FAP officielle engagée en 2008.

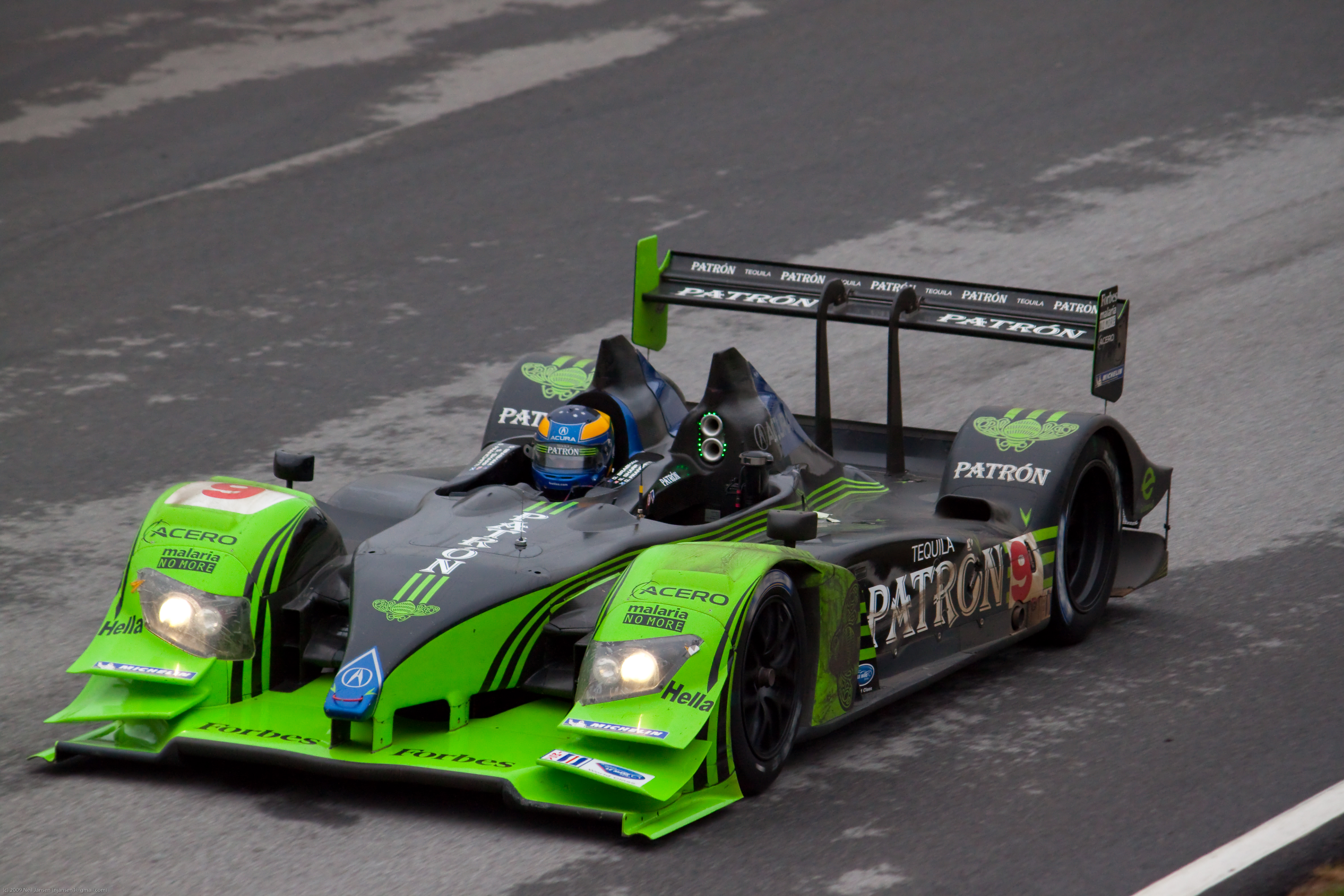
La Acura de Highcroft Racing en 2009.

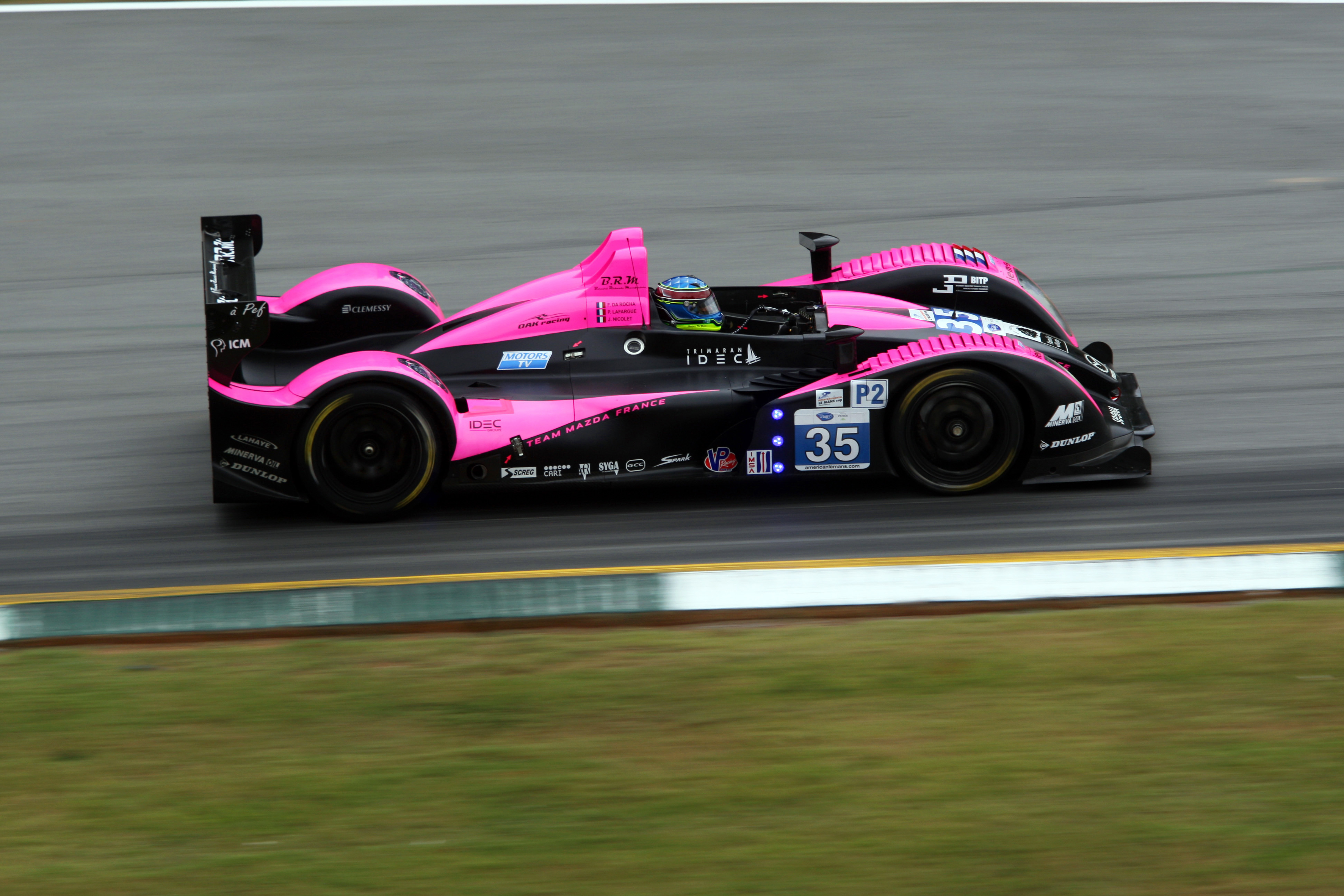
La Pescarolo 01 du Oak Racing en 2010.

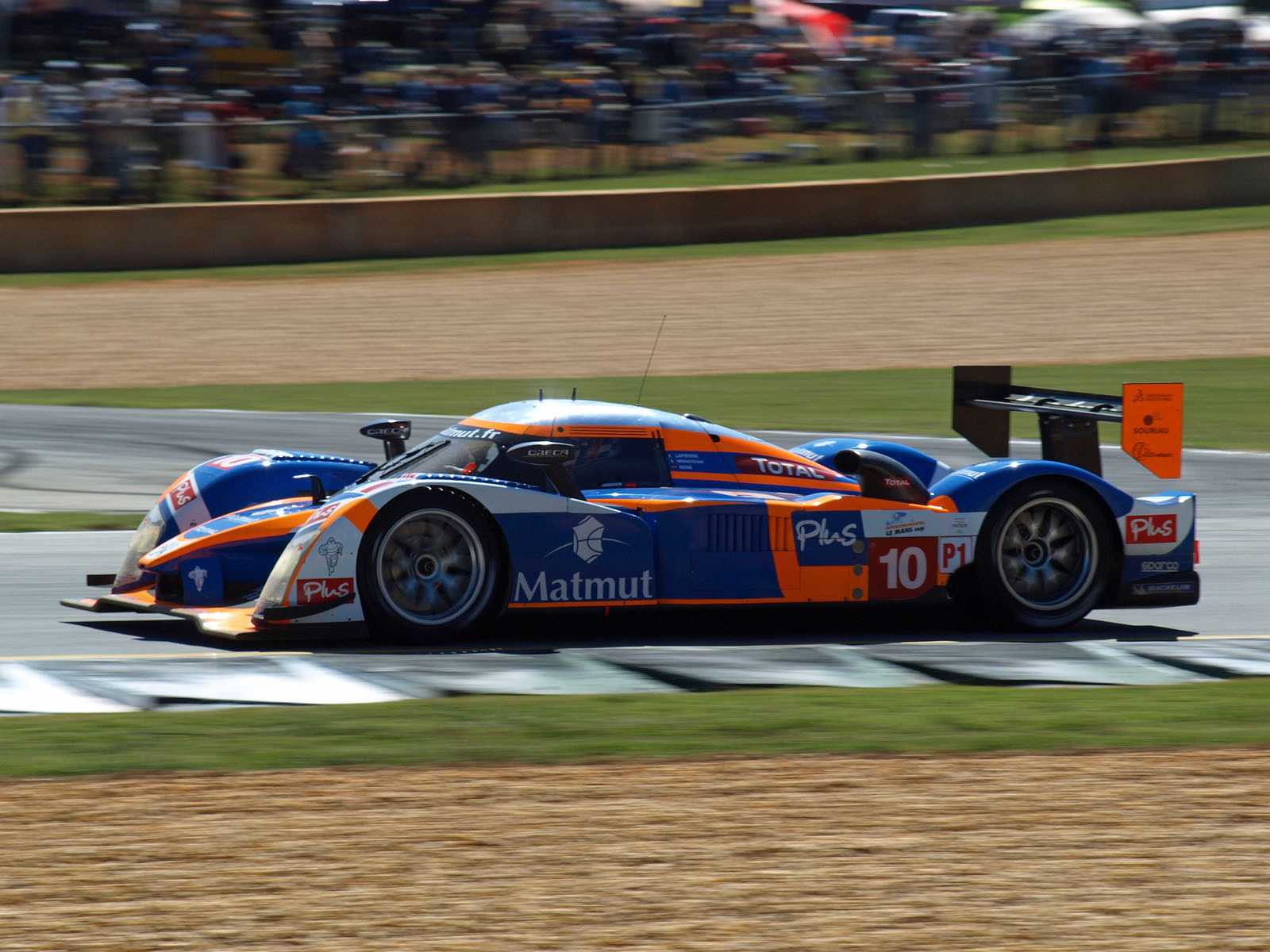
Dernière course de la Peugeot 908 HDi FAP en 2011.

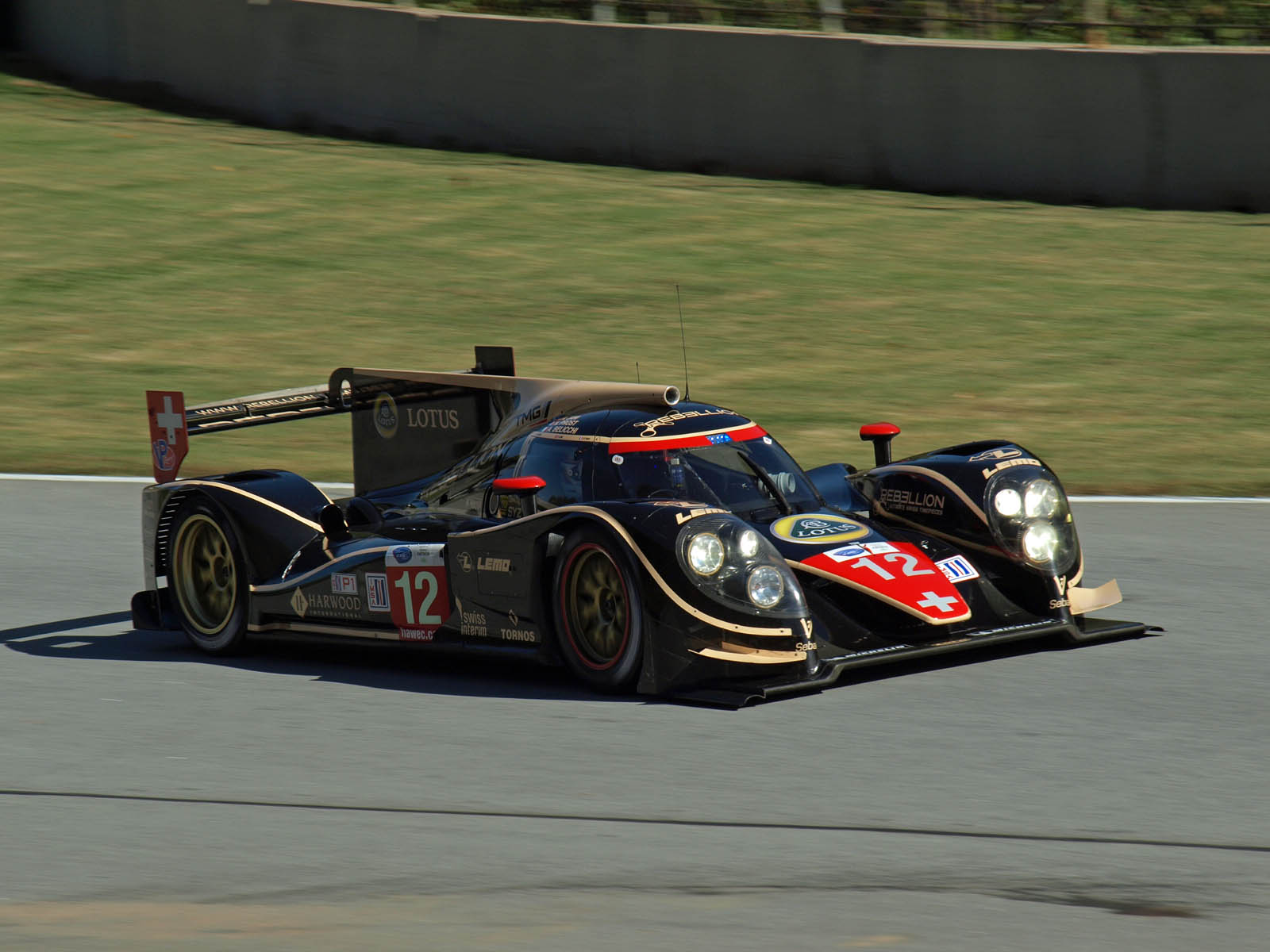
La Lola B12/60-Toyota du Rebellion Racing, vainqueur en 2012.

| Année | Pilotes                                             | Équipe                                 | Voiture                | Championnat                                          |
| ----- | --------------------------------------------------- | -------------------------------------- | ---------------------- | ---------------------------------------------------- |
| 1998  | Emmanuel Collard Wayne Taylor Eric van de Poele     | Doyle-Risi Racing                      | Ferrari 333 SP         | Championnat IMSA GT                                  |
| 1999  | David Brabham Éric Bernard Andy Wallace             | Panoz Motor Sports                     | Panoz LMP-1 Roadster-S | American Le Mans Series                              |
| 2000  | Allan McNish Rinaldo Capello Michele Alboreto       | Audi Sport North America               | Audi R8                | American Le Mans Series                              |
| 2001  | Frank Biela Emanuele Pirro                          | Audi Sport North America               | Audi R8                | American Le Mans Series                              |
| 2002  | Tom Kristensen Rinaldo Capello                      | Audi Sport North America               | Audi R8                | American Le Mans Series                              |
| 2003  | JJ Lehto Johnny Herbert                             | ADT Champion Racing                    | Audi R8                | American Le Mans Series                              |
| 2004  | Marco Werner JJ Lehto                               | ADT Champion Racing                    | Audi R8                | American Le Mans Series                              |
| 2005  | Frank Biela Emanuele Pirro                          | ADT Champion Racing                    | Audi R8                | American Le Mans Series                              |
| 2006  | Rinaldo Capello Allan McNish                        | Audi Sport North America               | Audi R10 TDI           | American Le Mans Series                              |
| 2007  | Allan McNish Rinaldo Capello                        | Audi Sport North America               | Audi R10 TDI           | American Le Mans Series                              |
| 2008  | Allan McNish Rinaldo Capello Emanuele Pirro         | Audi Sport North America               | Audi R10 TDI           | American Le Mans Series                              |
| 2009  | Franck Montagny Stéphane Sarrazin                   | Team Peugeot Total                     | Peugeot 908 HDi FAP    | American Le Mans Series                              |
| 2010  | Franck Montagny Stéphane Sarrazin Pedro Lamy        | Team Peugeot Total                     | Peugeot 908 HDi FAP    | American Le Mans Series Intercontinental Le Mans Cup |
| 2011  | Franck Montagny Stéphane Sarrazin Alexander Wurz    | Peugeot Sport Total                    | Peugeot 908            | American Le Mans Series Intercontinental Le Mans Cup |
| 2012  | Neel Jani Nicolas Prost Andrea Belicchi             | Rebellion Racing                       | Lola B12/60-Toyota     | American Le Mans Series European Le Mans Series      |
| 2013  | Neel Jani Nicolas Prost Nick Heidfeld               | Rebellion Racing                       | Lola B12/60-Toyota     | American Le Mans Series                              |
| 2014  | Ricky Taylor Jordan Taylor Max Angelelli            | Wayne Taylor Racing                    | Dallara Corvette DP    | United SportsCar Championship                        |
| 2015  | Richard Lietz Patrick Pilet Nick Tandy              | Porsche North America                  | Porsche 911 RSR (991)  | United SportsCar Championship                        |
| 2016  | Oswaldo Negri Jr. Olivier Pla John Pew              | Michael Shank Racing                   | Ligier JS P2           | WeatherTech SportsCar Championship                   |
| 2017  | Ryan Dalziel Brendon Hartley Scott Sharp            | Tequila Patron ESM                     | Nissan Onroak DPi      | WeatherTech SportsCar Championship                   |
| 2018  | Jordan Taylor Renger van der Zande Ryan Hunter-Reay | Wayne Taylor Racing                    | Cadillac DPi-V.R       | WeatherTech SportsCar Championship                   |
| 2019  | Felipe Nasr Pipo Derani Eric Curran                 | Whelen Engineering Racing              | Cadillac DPi-V.R       | WeatherTech SportsCar Championship                   |
| 2020  | Renger van der Zande Ryan Briscoe Scott Dixon       | Konica Minolta Cadillac DPi-V.R        | Cadillac DPi-V.R       | WeatherTech SportsCar Championship                   |
| 2021  | Jonathan Bomarito Oliver Jarvis Harry Tincknell     | Mazda Motorsports                      | Mazda RT24-P           | WeatherTech SportsCar Championship                   |
| 2022  | Tom Blomqvist Oliver Jarvis Helio Castroneves       | Meyer Shank Racing avec Curb Agajanian | Acura ARX-05           | WeatherTech SportsCar Championship                   |
| 2023  | Tom Blomqvist Colin Braun Hélio Castroneves         | Meyer Shank Racing avec Curb Agajanian | Acura ARX-06           | WeatherTech SportsCar Championship                   |
| 2024  | Sébastien Bourdais Scott Dixon Renger van der Zande | Cadillac Racing                        | Cadillac V-Series.R    | WeatherTech SportsCar Championship                   |

## Records et statistiques

### Par nombre de victoires constructeurs
| Nombre de victoires | Constructeur | Années                                                         |
| ------------------- | ------------ | -------------------------------------------------------------- |
| 9                   | Audi         | - 2000 - 2001 - 2002 - 2003 - 2004 - 2005 - 2006 - 2007 - 2008 |
| 4                   | Cadillac     | - 2018 - 2019 - 2020 - 2024                                    |
| 3                   | Peugeot      | - 2009 - 2010 - 2011                                           |
| 2                   | Lola         | - 2012 - 2013                                                  |
| 2                   | Acura        | 2022 - 2023                                                    |
| 1                   | Chevrolet    | 2014                                                           |
| 1                   | Ferrari      | 1998                                                           |
| 1                   | Ligier       | 2016                                                           |
| 1                   | Mazda        | 2021                                                           |
| 1                   | Nissan       | 2017                                                           |
| 1                   | Panoz        | 1999                                                           |
| 1                   | Porsche      | 2015                                                           |

| Pos. | Nations    | Victoires |
| ---- | ---------- | --------- |
| 1er  | Allemagne  | 10        |
| 2e   | États-Unis | 6         |
| 3e   | France     | 4         |
| 3e   | Japon      | 4         |

### Par nombre de victoires pilotes
| Nombre de victoires | Pilote               | Années                             |
| ------------------- | -------------------- | ---------------------------------- |
| 5                   | Rinaldo Capello      | - 2000 - 2002 - 2006 - 2007 - 2008 |
| 4                   | Allan McNish         | - 2000 - 2006 - 2007 - 2008        |
| 3                   | Franck Montagny      | - 2009 - 2010 - 2011               |
| 3                   | Emanuele Pirro       | - 2001 - 2005 - 2008               |
| 3                   | Stéphane Sarrazin    | - 2009 - 2010 - 2011               |
| 3                   | Renger van der Zande | - 2018 - 2020 - 2024               |
| 2                   | Frank Biela          | - 2001 - 2005                      |
| 2                   | Tom Blomqvist        | 2022 - 2023                        |
| 2                   | Helio Castroneves    | 2022 - 2023                        |
| 2                   | Neel Jani            | - 2012 - 2013                      |
| 2                   | Oliver Jarvis        | - 2021 - 2022                      |
| 2                   | JJ Lehto             | - 2003 - 2004                      |
| 2                   | Nicolas Prost        | - 2012 - 2013                      |
| 2                   | Jordan Taylor        | - 2014 - 2018                      |
| 2                   | Scott Dixon          | - 2020 - 2024                      |